# Comté de Fallon
Le comté de Fallon est un des 56 comtés de l’État du Montana, aux États-Unis. En 2010, la population était de 2 890 habitants. Son siège est Baker. Le comté a été fondé en 1913.

## Géolocalisation
| Comté de Prairie | Comté de Wibaux | Comté de Golden Valley, Dakota du Nord                         |
| Comté de Custer  | Comté de Fallon | Comté de Bowman, Dakota du Nord Comté de Slope, Dakota du Nord |
|                  | Comté de Carter | Comté de Harding, Dakota du Sud                                |

## Principales villes
- Baker
- Plevna